# Catherine Plaisant

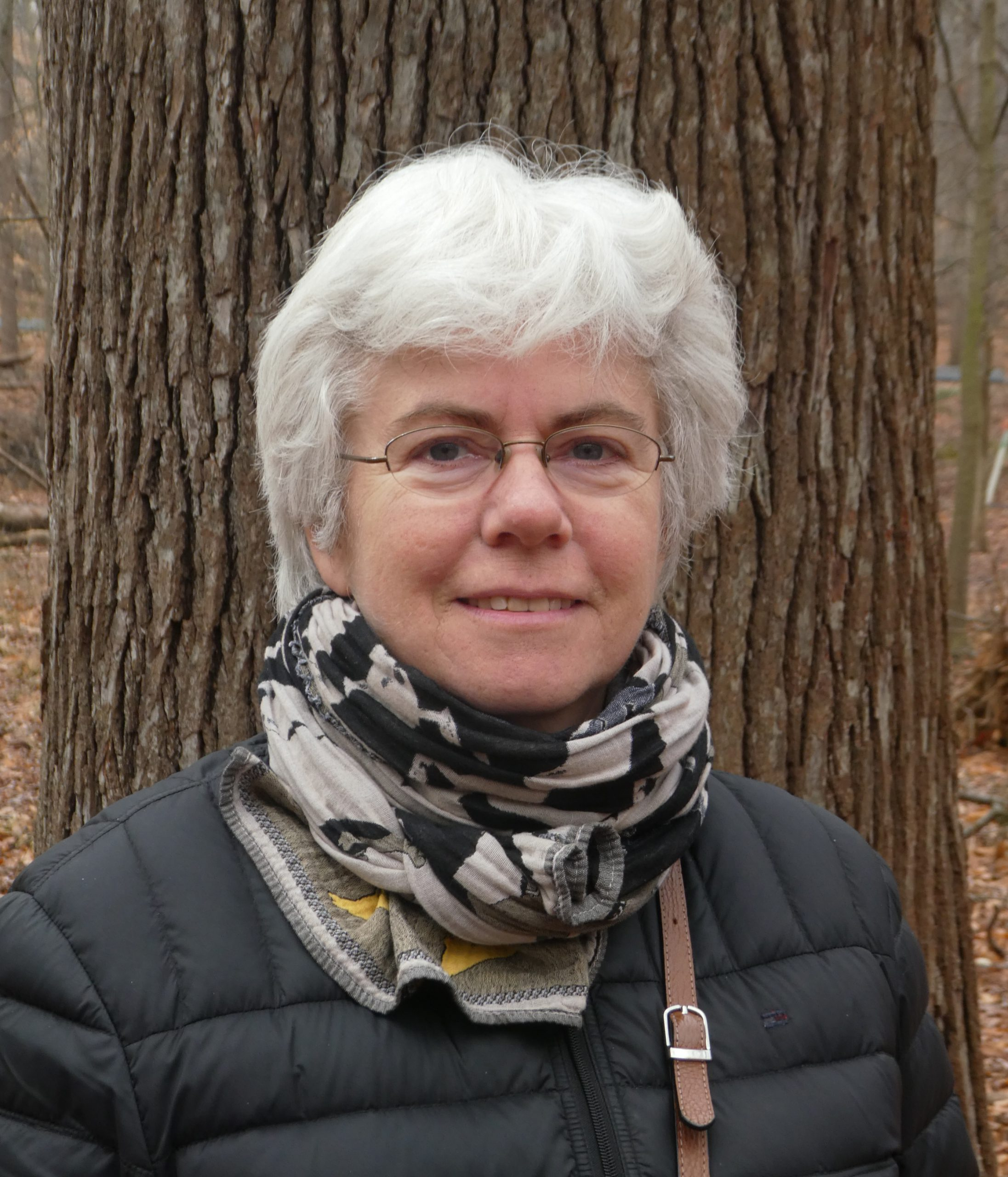
Catherine Plaisant, 2020

Catherine Plaisant (* 26. Mai 1957) ist eine französische Informatikerin und Ingenieurin. Sie ist stellvertretende Forschungsleiterin am Human-Computer Interaction Laboratory der University of Maryland.

## Leben
Catherine Plaisant promovierte 1982 in Industrial Engineering an der Universität Pierre und Marie Curie in Paris. Außerdem erwarb sie einen Abschluss als Ingenieurin an der Arts et Métiers ParisTech.

## Forschung
Nach fünf Jahren am Centre mondial informatique et ressource humaine in Paris wechselte Catherine Plaisant zum Human-Computer Interaction Laboratory an der University of Maryland, wo sie mit Ben Shneiderman zusammenarbeitete.
Catherine Plaisant ist bekannt für ihre Arbeit im Bereich Mensch-Computer-Interaktion und Informationsvisualisierung. Sie war an der frühen Entwicklung von Touchscreen-Schnittstellen beteiligt.
Catherine Plaisant war auch an der Entwicklung der Software Tree Map und LifeLines beteiligt. Ihre derzeitige Arbeit konzentriert sich auf visuelle Analysewerkzeuge zur Erforschung von Mustern in zeitlichen Abfolgen von Ereignissen, mit Projekten wie LifeLines 2 und EventFlow, die es Analysten ermöglichen, in großen Datenbanken mit Patienten-, Studenten- oder Kundendaten nach Mustern zu suchen.
Catherine Plaisant wurde 2015 in die CHI Academy der Association for Computing Machinery (ACM) für ihren Beitrag zur Mensch-Computer-Interaktion gewählt. Im Jahr 2020 erhielt sie den SIGCHI Lifetime Service Award der Association for Computing Machinery.
Ihre Arbeit wurde über 36.000 Mal zitiert.

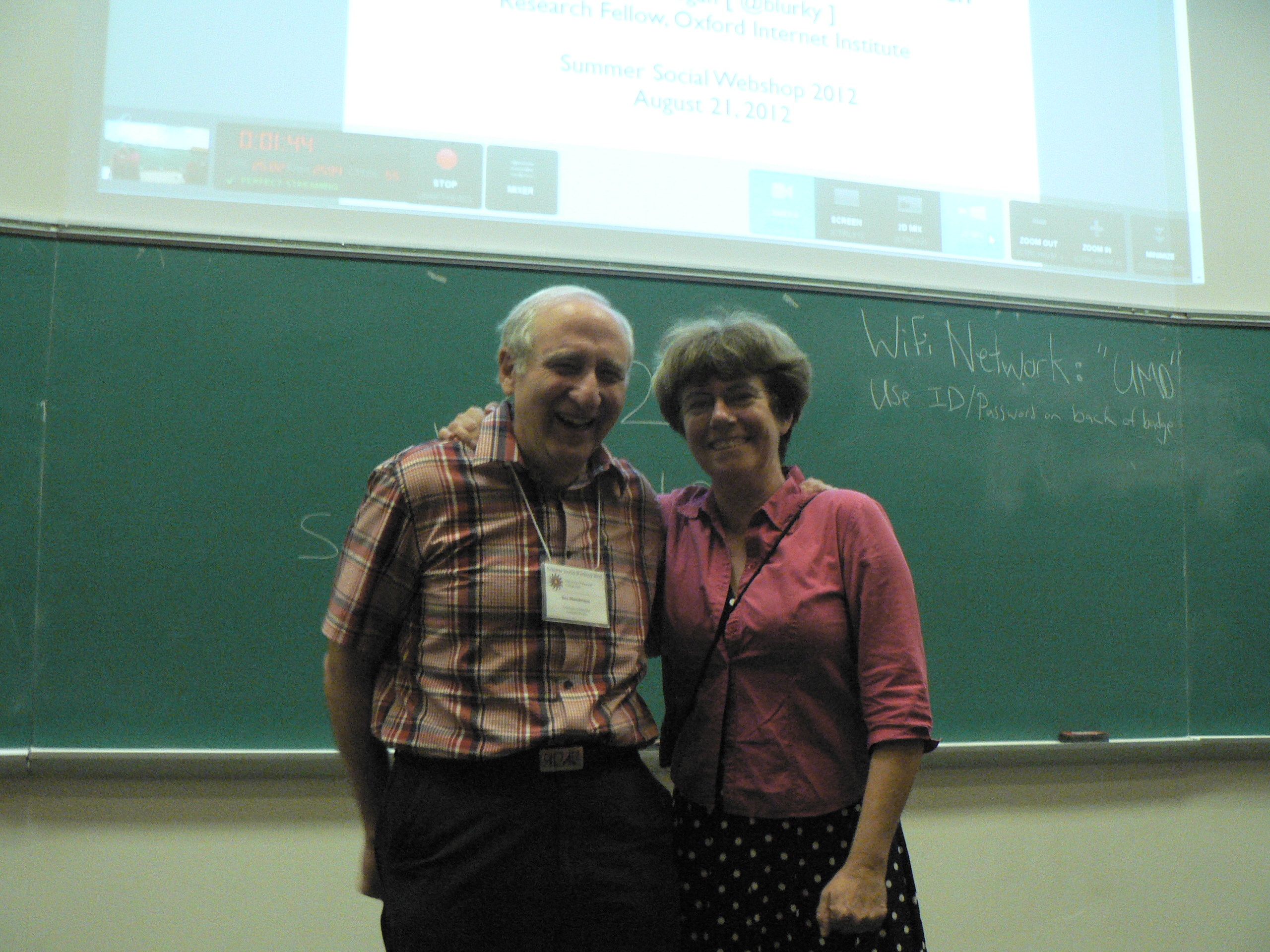
Ben Shneiderman und Catherine Plaisant, University of Maryland, 2012

## Veröffentlichungen
- Ben Shneiderman und Catherine Plaisant, Designing the User Interface: Strategies for Effective Human-Computer Interaction: International Edition, Pearson, 2010, 5th ed. (ISBN 978-0-321-53735-5)